# تختخواب سه‌نفره
تختخواب سه‌نفره فیلمی به کارگردانی و نویسندگی نصرت‌الله کریمی محصول سال ۱۳۵۱ است. این فیلم نیز در مسیر سایر آثار نصرت کریمی، یک کمدی در نقد خرافات و جنسیت‌زدگی در فرهنگ عامیانه‌ی ایرانی است.

## خلاصه داستان

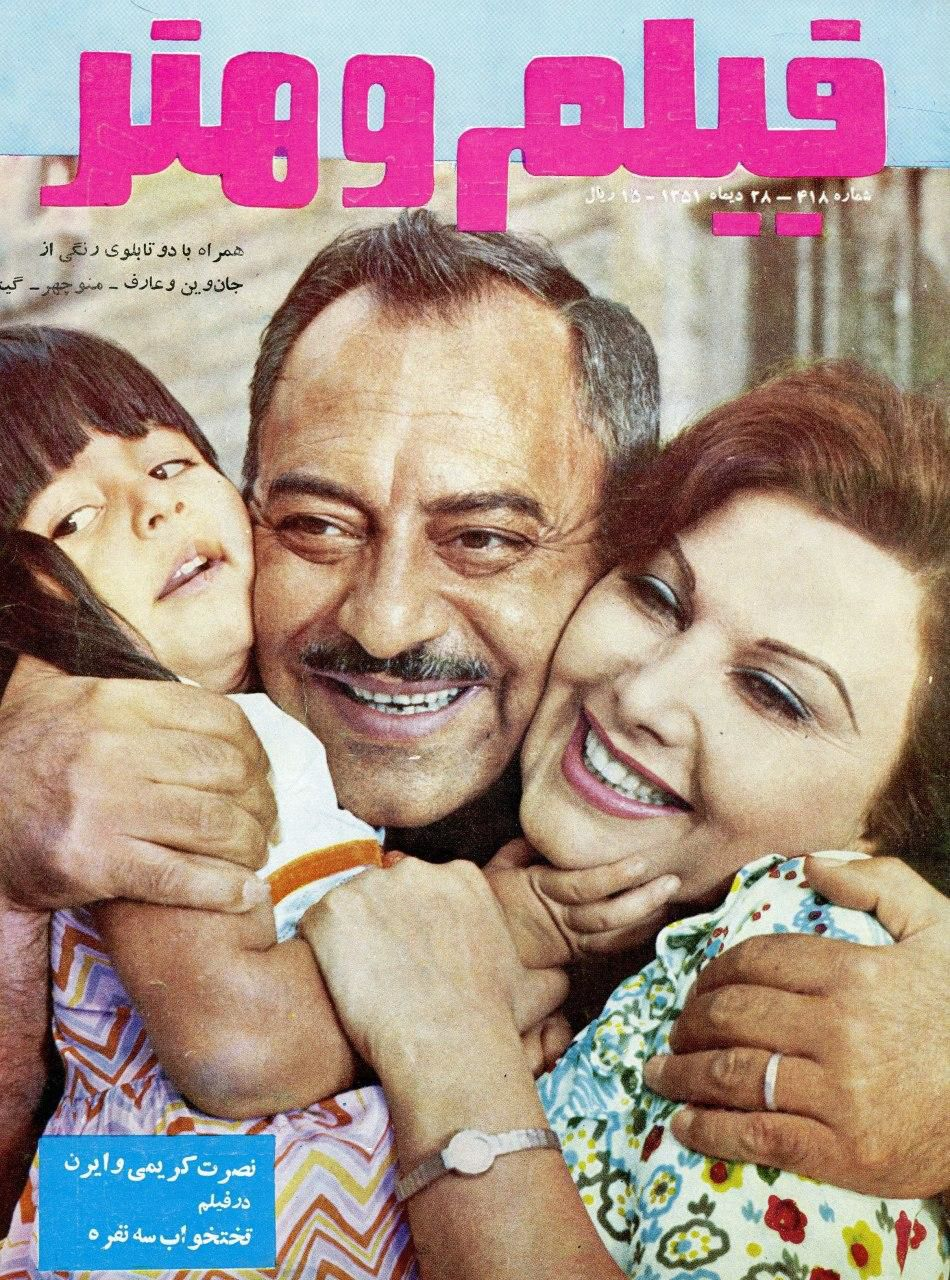
نصرت کریمی و ایرن در تصویری از فیلم تختخواب سه‌نفره، پوستر منتشرشده بر روی جلد شمارهٔ ۴۱۸ مجلهٔ فیلم و هنر

محمود (نصرت کریمی) و همسرش (ایرن) زندگی مرفهی دارند؛ با وجود این مشکل که همسر محمود صاحب فرزند نمی‌شود. اطرافیان از جمله مادر محمود (توران مهرزاد) و برادر محمود (جهانگیر پارساخو) و همسرش  که هشت فرزند دارند، مدام آن‌ها را تحقیر می‌کنند. پس از مدتی، مادر محمود تصمیم می‌گیرد تا دختر جوان یکی از آشنایان (شهرزاد) را برای او به همسری بگیرد. این آغاز دردسرهای محمود و همسران اوست.

## موسیقی متن
مجتبی میرزاده، آهنگساز و ویولنیست ایرانی، در ساخت موسیقی متن این فیلم از ترانه عامیانه «عروسک قشنگ من» الهام گرفته است و از آن به عنوان موتیف تکرارشونده‌ی فیلم استفاده کرده است.

## بازیگران
- نصرت‌الله کریمی
- شهرزاد
- ایرن
- توران مهرزاد
- جهانگیر پارساخو
- دیانا
- امیر عزیزی